# Стурабелт
Стурабелт, Голям Белт (на датски: Store Baelt) е централния проток от Датските протоци, съединяващ Балтийско море с протока Категат. Той разделя датските острови Шеланд и Лолан на изток от Фюн на запад. Дължина от север на юг около 120 km, минимална ширина 11 km, дълбочина до 58 m (в най-северната част). В южната му част е разположен големия остров Лангелан, а в средните – по-малките острови Омьо, Агерсьо, Спрогьо, Мусхолм, Ромсьо и др. Стурабелт се поделя условно на три части. Същинската, централна част е между островите Шеланд и Фюн и е с дължина около 60 km и минимална ширина 15 km. Северната чест между островите Шеланд и Самсьо носи названието Самсьобелт с минимални ширина 15 km. Южната част от своя страна се поделя на два отделни протока – източния между островите Лолан и Лангелан се нарича Лангелан Белт и е минимални ширина 13 km, а западния между островите Лангелан и Фюн и Тосинге е с дължина 38 km и минимална ширина 3 km. На изток от Стурабелт се отделя протока Смоланс Фарванет, който отделя остров Шеланд на север от островите Лолан, Фалстер и Мьон на юг. Целогодишно е открит за корабоплаване, с изключение през много сурови зими, когато замръзва. През 1998 г. е пуснат в експлоатация дългия над 15 km автомобилен мост между градовете Корсьор на остров Шеланд и Нюборг на остров Фюн, който преминава през малкото островче Спрогьо.